# Agua Fría, San José Tenango
Agua Fría är en ort i Mexiko.   Den ligger i kommunen San José Tenango och delstaten Oaxaca, i den sydöstra delen av landet, 290 km sydost om huvudstaden Mexico City. Agua Fría ligger 753 meter över havet och antalet invånare är 320.
Terrängen runt Agua Fría är kuperad åt nordost, men åt sydväst är den bergig. Agua Fría ligger nere i en dal. Runt Agua Fría är det ganska tätbefolkat, med 86 invånare per kvadratkilometer. Närmaste större samhälle är Huautla de Jiménez, 13,8 km väster om Agua Fría. I omgivningarna runt Agua Fría växer i huvudsak städsegrön lövskog.